# Fundació Salvador Allende
La Fundació Salvador Allende és una institució de Santiago de Xile que té com a principal objectiu promoure els valors de justícia social, solidaritat i llibertat que van inspirar la vida del President Allende, de cara a les noves generacions del segle XXI. Va ser creada l'any 1990, una vegada recuperada la democràcia a Xile, per iniciativa de la vídua d'Allende, Hortensia Bussi, de les seves filles Isabel i Carmen Paz, i del seu net Gonzalo Meza Allende. A la seu de la Fundació hi ha un Centre de Documentació i un memorial concebut com un espai de record i de reflexió sobre la vida d'Allende. Hi ha diverses sales: la de les veus, la de les imatges i la dels objectes; i també s'hi pot veure la seva taula de president.
Al mateix edifici, s'hi troba el Museo de la Solidaridad Salvador Allende, que exposa diverses obres d'artistes contemporanis com ara Miró, Tàpies o Picasso. L'origen del museu data del 1971, quan nombrosos artistes i intel·lectuals van voler donar suport amb les seves obres al govern progressista d'Allende davant de les agressions dels mitjans de comunicació, en mans de la dreta xilena. Posteriorment, durant els anys de la dictadura (1973-1989), artistes d'arreu del món van continuar donant obres d'art a la col·lecció, que van ser guardades fins a la recuperació de la democràcia.

## Context
Salvador Allende, metge i polític xilè, fou diputat del 1937 al 1946 i ministre de sanitat dins el govern de Pedro Aguirre entre 1939 i 1942. El 1952 ocupà el càrrec de president del senat i es presentà com a candidat presidencial el 1952, 1958 i 1964, però les tres vegades fou derrotat. Finalment, com a representant de la coalició d'esquerres Unidad Popular, assolí la presidència el 1970. La seva política, anomenada via xilena al socialisme, va incloure la nacionalització dels bancs, de les mines de coure i d'algunes grans empreses. Malgrat les creixents dificultats econòmiques, la Unidad Popular obtingué, el 1973, el 43% dels vots en les eleccions legislatives. El juny del 1973 superà un intent de cop d'estat, però el setembre del mateix any fou enderrocada per un cop d'estat militar que posà fi al règim democràtic i durant el qual Allende resultà mort mentre l'aviació bombardejava el Palacio de la Moneda.